# Hibiscus reekmansii
Hibiscus reekmansii är en malvaväxtart som beskrevs av F.D. Wilson. Hibiscus reekmansii ingår i Hibiskussläktet som ingår i familjen malvaväxter. Inga underarter finns listade i Catalogue of Life.